# Eupatorium pinnatifidum
Eupatorium pinnatifidum là một loài thực vật có hoa trong họ Cúc. Loài này được Elliott mô tả khoa học đầu tiên năm 1824.